# Hantaviridae
Hantaviridae è una famiglia di virus dell'ordine Bunyavirales.
Il prefisso hanta- deriva dal fiume Hantan in Corea del Sud, dove un virus appartenente a un genere di questa famiglia, Orthohantavirus, fu isolato alla fine del 1970 da Lee Ho-Wang e collaboratori, che per primi lo studiarono.

## Tassonomia
Le sottofamiglie ed i generi appartententi alla famiglia Hantaviridae:
- Actantavirinae
  - Actinovirus
- Agantavirinae
  - Agnathovirus
- Mammantavirinae
  - Loanvirus
  - Mobatvirus
  - Orthohantavirus
  - Thottimvirus
- Repantavirinae
  - Reptillovirus